# Dolmen del Castell de Bellpuig
El Dolmen del Castell de Bellpuig és un dolmen de la comuna de Prunet i Bellpuig, de la comarca del Rosselló, a la Catalunya del Nord.
Està situat en el turó on es conserven les restes del Castell de Bellpuig, a la zona central de la comuna i a ponent de la Trinitat.